# Петровский Хутор
Петро́вский Ху́тор (баш. Петровский утары) — упразднённая в 1986 году деревня Кигазинского сельсовета Аскинского района БАССР РСФСР. Ныне урочище Петровская дача на территории Петропавловского сельсовета Республики Башкортостан Российской Федерации.

## География
Находилось в лесной местности, возле небольшого водоёма Петровское.

### Географическое положение
Согласно справочнику административно-территориальное деления Башкирской АССР на 1 июня 1952 года, селение находилось в 10 км от райцентра (с. Аскино), в 3 км от центра сельсовета — с. Шорохово  и в 60 км от станции Щучье Озеро.

## История
В 1952 году — деревня Петровский Хутор, входящая в Шороховский сельсовет.
Исключена из учётных данных согласно Указу Президиума ВС Башкирской АССР от 12.12.1986 N 6-2/396 «Об исключении из учётных данных некоторых населенных пунктов».

## Инфраструктура
Было личное подсобное хозяйство.

## Транспорт
Просёлочная дорога из Шорохово в Киргазы